# Champagne Problems
〈champagne problems〉는 미국의 싱어송라이터 테일러 스위프트의 노래로, 2020년 12월 11일 리퍼블릭 레코드를 통해 발매한 아홉 번째 정규 음반 《Evermore》의 두 번째 수록곡으로 나왔다. 스위프트와 남자친구인 윌리엄 바워리가 작사 및 작곡을 하였으며, 프로듀싱은 스위프트와 미국의 밴드 더 내셔널의 멤버 아론 데스너가 참여하였다.

## 배경
스위프트는 발매 당시 이 노래를 "오랜 대학생 연인이 같은 날 밤에 아주 다른 계획을 세우는 노래, 그것을 끝내는 노래, 그리고 반지를 가지고 오는 노래"라고 표현하였다. 가디언의 알렉시스 페트리디스는 〈Blank Space〉에 나오는 나쁜 여자친구에 대한 답신을 하는 노래라고 언급하며 "She would've made such a lovely bride / What a shame she's fucked in the head"라는 가사를 인용하였다.

## 크레딧
크레딧은 피치포크에서 발췌하였다.
- 테일러 스위프트 − 보컬, 작사 및 작곡, 프로듀서
- 아론 데스너 − 프로듀서, 리코더, 피아노, 신디사이저, 통기타와 신스 베이스
- 윌리엄 바워리 − 작사 및 작곡
- 조너선 로 − 보컬 녹음, 믹서, 리코더
- 그렉 칼비 − 마스터
- 스티브 팔론 − 마스터링
- 로건 콜 − 업라이트 베이스

## 차트
| 차트 (2020)                  | 최고 순위 |
| ---------------------------- | --------- |
| 오스트레일리아 (ARIA)        | 12        |
| 아일랜드 (IRMA)              | 6         |
| 뉴질랜드 (리코디드 뮤직 NZ)  | 24        |
| 스위스 (슈바이처 히트파라데) | 92        |
| 영국 싱글 (OCC)              | 15        |

## 발매 일정
| 지역 | 날짜             | 포맷                     | 레이블   |
| ---- | ---------------- | ------------------------ | -------- |
| 세계 | 2020년 12월 11일 | 디지털 다운로드 스트리밍 | 리퍼블릭 |